# La máquina musical
La máquina musical es el duodécimo quinto episodio de la primera temporada de los Thunderbirds, serie de televisión de Gerry Anderson para Supermarionation fue el 25to episodio producido. El episodio salió al aire primero en ATV Midlands el 24 de marzo de 1966. Fue escrito y dirigido por Alan Pattillo.

## Sinopsis
El administrador musical Olsen ha estado usando las transmisiones en vivo de un famoso grupo para sabotear los vuelos transportadores de un cohete americano con un dispositivo ultrasónico sensible, el Cham Cham. Proponiéndose como una cantante, Penélope interrumpe la próxima transmisión, y usando la llave correcta y en el momento exacto, conduce al transportador a un lugar seguro. Olsen es capturado por Virgil y Alan en Thunderbird 2. 

## Argumento
Un avión de carga despega en secreto de un aeropuerto de la Fuerza Aérea con un cargamento de dos cohetes. En cuanto el avión despega, comienza a sonar por el radio del avión la canción "Juego Peligroso" del quinteto de Cass Carnaby. Mientras la canción está sonando, unos extraños aviones con tres símbolos ovalados comienzan a atacar al avión carguero hasta que logran derribarlo después de informar a la base del ataque, revelándose que esta es la tercera vez que ocurre un ataque así.
Esa noche en la Isla Tracy, Alan comienza a especular si la canción "Juego Peligroso" tiene algo que ver con el ataque a los aviones, y aunque Scott cree que es coincidencia, Alan afirma que solo cuando el quinteto de Cass Carnaby toca en vivo es cuando suceden los ataques. Tras una corta delibración Jeff decide que debería mandar a Lady Penélope para investigar al grupo.
Al saber de la misión Lady Penélope manda a Parker con uno de los amigos que él tiene en el medio del espectáculo para así conseguir que Penélope pueda llegar al Hotel Paradise Pics sin levantar sospechas como una simple cantante, Wanda Lamour.
Al llegar al hotel, Lady Penélope/Wanda Lamour y Tin-Tin logran ver al quinteto de Cass Carnaby tocar en vivo. Tin-Tin cree que ellos no pueden tener nada que ver con los accidentes, y tras conocerlos más, en especial a Cass Carnaby logran descubrir que sus sospechas acerca de que ellos no tienen nada que ver son ciertas, pasando a sospechar del productor del grupo, Olsen. Después de encontrarse con Parker, que está trabajando como barman en el hotel, este les informa sobre un mensaje que Olsen recibirá en la mañana, además de la localización de la casa de este. Mientras tanto en la Isla Tracy, Brains logra encontrar un patrón en la música pero afirma que no ha podido descifrar nada.
En la mañana Lady Penélope y Tin-Tin se dirigen a la casa de Olsen, justo a tiempo para ver como este recibe el mensaje que estaba esperando (que está relacionado con los aviones) de un extraño aparato el cual descifra unos extraños símbolos. Tin-Tin logra fotografiar el aparato y se van del lugar.
Al asomarse por la ventana, Olsen logra ver las huellas de los esquíes de Tin-Tin y Lady Penélope y tras verlas por el telescopio se comunica con el jefe de meseros, Banino (su contacto en el hotel), y le dice que debe eliminarlas, pero sin saberlo Parker los estaba escuchando y tras infiltrarse en el coche de Banino logra evitar que este les dispare a Tin-Tin y Lady Penélope, aunque en el forcejeo ambos caen creándose una enorme bola de nieve de la cual sale un aturdido Parker y un desmayado Banino.
Tras este intento de asesinato Tin-Tin, Lady Penélope y Parker regresan al hotel y enviarle la información a Jeff y a Brains y este último concluye que el extraño aparato es un Cham Cham, "un nuevo aparato que es sensible a las armonías y microondas ultrasónicas". Entonces Brainsse pone a trabajar rápidamente en una nueva clave para así evitar que se envíe el mensaje correcto, mientras Jeff intenta sin éxito disuadir a la fuerza aérea de enviar al siguiente transporte. 
Tras fracasar este intento Jeff manda a Scott a la base de la fuerza aérea y dejar el destino de la aeronave en las manos de Lady Penélope la cual disuade a Cass Carnaby de tocar "Juego Peligroso" con Wanda Lamour cantando con el tono necesario para cambiar el mensaje, el cual envía a los aviones con los tres óvalos directo a la base donde despegó el carguero y donde son derribados gracias al aviso de Scott.
Tras esta intromisión, Olsen decide tomar todo en sus manos y durante el escape de Tin-Tin, Lady Penélope y Parker, Olsen corta los cables del teleférico el cual se desliza rápida y peligrosamente a la base de la montaña. Afortunadamente Jeff intuye que Tin-Tin, Lady Penélope y Parker podrían estar en peligro y envía a Virgil y a Alan en el Thunderbird 2 y tras fracasar en un primer intento de enganchar el teleférico al Thunderbird 2, Parker sube al techo y logra amarrar unos ganchos a al vagón del teleférico, con ayuda de un paraguas, los cuales ayudan a frenarlo segundos antes de estrellarse en la base de teleféricos en las faldas de la montaña, aunque Parker termina disparado por la inercia del carrito, salvándose gracias al paraguas que lo ayudó a atrapar los cables.
Esa noche en el hotel Lady Penélope y Virgil escuchan tocar a Cass Carnaby el piano mientras Tin-Tin y Alan ven el paisaje de la montaña mientras hablan acerca de volver a la base.

## Reparto

### Reparto de voz regular
- Jeff Tracy — Peter Dyneley
- Scott Tracy — Shane Rimmer
- Virgil Tracy — David Holliday
- Alan Tracy — Matt Zimmerman
- Gordon Tracy - David Graham
- John Tracy - Ray Barrett
- Tin-Tin Kyrano — Christine Finn
- Aloysius "Nosey" Parker - David Graham
- Lady Penélope Creighton-Ward - Sylvia Anderson
- Brains - David Graham
- Abuela Tracy - Christine Finn

### Reparto de voz invitado
- Cass Carnaby - Ray Barrett
- Olsen - David Graham
- Comandante de campo Matthews - Ray Barrett
- Maxie - John Tate
- Banino - Matt Zimmerman
- Capitán Savidge - David Graham
- Scheiler - John Tate
- Hitchins - David Graham
- Macklin - Matt Zimmerman
- Coronel extranjero- John Tate
- Teniente extranjero- Matt Zimmerman
- Radio Maxwell DJ - Ray Barrett

## Equipo principal
Los vehículos y equipos vistos en el episodio son:
- Thunderbird 1
- Thunderbird 2
- Thunderbird 3
- Thunderbird 5
- Ladybird Jet
- Braman
- Transporte RTL2

## Errores
- Cuando Penélope y Tin-Tin se detienen para encender sus esquíes cohete cuando vuelven al hotel de la casa de Olsen, empieza a nevar, pero la nieve se ha detenido cuando ellas aparecen de nuevo después de unos segundos.